# Cyperns økonomi
Cyperns økonomi er en højindkomst økonomi klassificeret af Verdensbanken, og blev inkluderet på Internationale Valutafonds liste over industrilande i 2001. Cypern indførte euroen som officiel valuta i 1. januar 2008, hvor den erstattede kypriotisk pund.Tyrkiet har kontrolleret 36,2% af Cyperns areal siden invasionen af Cypern i 1974.

## Økonomien i området kontrolleret af regeringen
Finanskrisen på Cypern 2012-2013 var en del af eurokrisen, og den har domineret landets økonomi siden. I marts 2013 indgik Cyperns regering en aftale med sine partnere i eurozonen om at opdele landets næststørste bank, Cyprus Popular Bank (også kendt som Laiki Bank), i en "dårlig" bank der ville blive afviklet over tid, og en "god" bank, der skulle absorberes af den større Bank of Cyprus. Til gengæld for en redningspakke fra Europa-Kommissionen, Den Europæiske Centralbank og den International Valutafond skulle regeringen gennemførte nedskrivning af ikke forsikrede værdier. Indskud på €100.000 eller mindre ville ikke bliver påvirket. Efter en 3,5 år lang recession havde Cypern atter vækst i første kvartal af 2015. Cypern afsluttede deres 3-årige periode med hjælpepakker med udgangen af marts 2016, hvor landet havde lånt €6,3 mia. fra European Stability Mechanism og €1 mia. fra den Internationale Valutafond. De resterende €2,7 mia. fra ESM blev aldrig udbetalt, da landet havde en bedre økonomi end ventet i resten af perioden.